# Victor Rudd
Victor Rudd (ur. 18 marca 1991 w Los Angeles) – amerykański koszykarz, występujący na pozycjach silnego skrzydłowego lub środkowego, obecnie zawodnik Capitanes de Arecibo.
Przez lata występował w letniej lidze NBA. Reprezentował New Orleans Pelicans (2015), Miami Heat (2016), Memphis Grizzlies (2017).
6 sierpnia 2020 dołączył do Arged BM Slam Stali Ostrów Wielkopolski. 16 września, po rozegraniu trzech spotkań opuścił klub. 13 października został zawodnikiem portorykańskiego Capitanes de Arecibo.

## Osiągnięcia
Stan na 15 października 2020, na podstawie, o ile nie zaznaczono inaczej.
NCAA
- Uczestnik turnieju NCAA (2012)

Drużynowe
- Zdobywca Pucharu Izraela (2017)
- Finalista Superpucharu Izraela (2016)

Indywidualne
- MVP miesiąca VTB (marzec (2016)
- Zaliczony do II składu Eurocup (2016)
- Uczestnik meczu gwiazd ligi izraelskiej (2017)